# Encanto (film)
Encanto is een Amerikaanse 3D-computeranimatiefilm van Walt Disney Animation Studios uit 2021, dit is de 60ste animatiefilm van Disney. De bioscooprelease van de film was op 24 november 2021. De film werd geregisseerd door Byron Howard en Jared Bush. Lin-Manuel Miranda schreef specifiek voor deze film acht originele liedjes, in zowel Spaans als Engels.

## Plot
De film gaat over een familie genaamd Madrigal, die in een betoverd huis in de bergen van Colombia woont. Elk familielid heeft een unieke gave gekregen, zoals een speciale kracht of genezende gaven. De vijftienjarige Mirabel is de enige die geen gave heeft, maar ze ontdekt dat de magie wordt bedreigd en zij misschien de enige is die het kan redden.
Het verhaal begint jaren eerder. Wanneer het dorp wordt aangevallen door gewapende bandieten, moet het jonge stel Pedro en Alma Madrigal vluchten samen met hun drie kleine kinderen, Julieta, Pepa, en Bruno. Tijdens hun vlucht wordt Pedro gedood, maar Alma's magische kaars weet de aanvallers weg te jagen en creëert vervolgens Casita, een huis met een eigen leven.
Vijftig jaar later is er rondom Casita een nieuw dorp ontstaan, dat beschermd wordt door de kaars. Deze bevat de magie om aan elke afstammeling van de familie Madrigal een gave te geven, die ze kunnen gebruiken om de dorpelingen te dienen. Echter Bruno, die met zijn gave in de toekomst kan kijken, verdween tien jaar eerder op mysterieuze wijze. In dezelfde tijd was de jongste dochter van Julieta, Mirabel, de eerste in de familie die geen gave van Casita kreeg.
Op de avond dat de 5-jarige Antonio, de jongste zoon van Pepa en Félix's, zijn gift krijgt, ziet Mirabel plotseling Casita barsten en de vlam van de kaars flikkeren. Maar haar pogingen om de familie te waarschuwen worden genegeerd, wanneer deze beschadigingen niet zichtbaar blijken te zijn voor de rest van de familie. Als zij haar Abuela Alma hoort bidden over de kwetsbaarheid van het huis en de angst om deze nog een keer te verliezen, besluit Mirabel besluit de magie van het mirakel te redden. De volgende dag praat ze met haar oudere zus Luisa, die als gave supersterk is, die toegeeft dat ze zich overweldigd voelt door alle druk die letterlijk en figuurlijk op haar schouders wordt gezet. Zij suggereert dat Bruno's kamer, die zich in een verboden toren binnen Casita bevindt, wellicht het antwoord heeft voor het fenomeen van de barsten. Eenmaal in de toren ontdekt Mirabel een grot, waaruit ze ternauwernood weet te ontsnappen met enkele gebroken stukken smaragd glas. Ondertussen ontdekt Luisa dat haar gave aan het afzwakken is. Nadat haar familie Mirabel eraan herinnert waarom er niet over Bruno gesproken wordt  ('We don't talk about Bruno'), zet Mirabel de stukken glas in elkaar. Hierop ziet zij zichzelf voor Casita staan, die door allerlei barsten bijna in elkaar zakt.
Later die avond zou Mirabels oudste zus Isabela, wier gave het is om planten en bloemen naar wens te laten groeien, zich verloven met de buurman Mariano Guzmán. Te midden van Mariano's aanzoek en een ongemakkelijk diner, onthult Dolores, wier gave bovenmenselijk gehoor is, Mirabels ontdekking aan iedereen. Hierdoor ontstaan er opnieuw barsten in Casita, en wordt Mariano's aanzoek verpest doordat Pepa, die met haar gave het weer kan besturen, onbedoeld binnenshuis een stortbui oproept. In het midden van deze chaos volgt Mirabel een groep ratten die er vandoor gaan met de stukken smaragd glas, waardoor ze een geheime doorgang ontdekt achter een portret. Hier vindt ze Bruno, die toegeeft dat hij het huis nooit heeft verlaten, en dat hij de tegel met het visioen had gebroken om Mirabel te redden. In Antonio's kamer tovert Bruno na enig aandringen een nieuw visioen, waaruit blijkt dat het wonder van de kaars - en dus de familie - alleen nog te redden is wanneer Mirabel haar zus Isabela omhelst.
Met enige tegenzin verontschuldigt Mirabel zich bij Isabela, die zich boos in haar kamer had teruggetrokken. Te midden van deze ruzie bekent Isabela dat haar leven niet zo perfect is als iedereen denkt, dat ze helemaal niet met Mariano wil trouwen, en bovendien gebukt gaat onder haar imago van perfectie. En dat ze alle dingen alleen maar doet voor de familie, en niet voor zichzelf. Mirabel helpt Isabela om haar krachten te ontwikkelen, en uiteindelijk omhelzen de twee elkaar. Dit leidt tot gedeeltelijk herstel van het huis, maar Abuela Alma ziet de twee en beschuldigt Mirabel ervan dat zij het ongeluk in de familie veroorzaakt, omdat zij geen geschenk heeft gekregen van de kaars. Uiteindelijk verliest Mirabel haar geduld, en laat Abuela duidelijk weten dat de hele familie lijdt onder de verwachtingen die het mirakel aan hen heeft gegeven. En dat het wonder niet sterft door haar, maar door de overweldigende druk die zij op haar familie zet. Deze ruzie zorgt voor een grote scheur die Casita in tweeën splijt, waardoor de vlam van de kaars dooft, het huis instort, en de familie Madrigal machteloos achterblijft.
Mirabel vlucht uit het dorp, en wordt uiteindelijk door Abuela Alma in tranen gevonden bij de rivier waar Abuelo Pedro stierf. Daar vertelt Alma aan Mirabel hoe de familiegeschiedenis in elkaar zit en hoe zij, vastbesloten om de magie te behouden, negeerde hoe haar verwachtingen de familie beïnvloedde. Uiteindelijk neemt zij de verantwoordelijkheid op zich voor wat er allemaal is gebeurd. De familieleden, inclusief Bruno, verzamelen zich om Casita te herbouwen samen met de dorpelingen. Mirabel plaatst een nieuwe deurknop aan de hoofdingang, waarna de gaves van de familie terugkeren en Casita nieuw leven wordt ingeblazen.

## Personages
- Mirabel Madrigal: de vijftienjarige hoofdpersoon die, in tegenstelling tot de rest van haar familie, geen unieke gave heeft gekregen[3].
- Abuela Alma Madrigal: het hoofd van de familie, moeder van de drieling Julieta, Pepa, en Bruno.
- Julieta Madrigal: de moeder van Isabela, Luisa, en Mirabel, getrouwd met Agustín. Haar kracht is dat haar kookkunsten mensen kunnen genezen.
- Agustín Madrigal: de vader van Isabela, Luisa, en Mirabel, getrouwd met Julieta
- Isabela Madrigal: de oudste dochter van Julieta en Agustín, door haar gave kan zij planten en bloemen naar wens laten groeien
- Luisa Madrigal: de middelste dochter van Julieta en Agustín, door haar gave is zij supersterk
- Pepa Madrigal: de tante van Mirabel, getrouwd met Félix, en moeder van Dolores, Camilo, en Antonio. Haar kracht is dat haar stemming het weer kan bepalen.
- Félix Madrigal: de oom van Mirabel, vader van Dolores, Camilo, en Antonio, getrouwd met Pepa.
- Dolores Madrigal: de oudste dochter van Pepa en Félix, door haar gave heeft zij bovenmenselijk gehoor
- Camilo Madrigal: de oudste zoon van Pepa en Félix, door zijn gave kan hij van gedaante verwisselen
- Antonio Madrigal: de jongste zoon van Pepa en Félix, door zijn gave kan hij met dieren praten
- Bruno Madrigal: de oom van Mirabel, door zijn gave kan hij in de toekomst kijken.

## Stemverdeling
| Personage        | Engelse stemmen                                                                                   | Nederlandse stemmen                                            | Vlaamse stemmen                                        |
| ---------------- | ------------------------------------------------------------------------------------------------- | -------------------------------------------------------------- | ------------------------------------------------------ |
| Mirabel Madrigal | Stephanie Beatriz                                                                                 | Vajèn van den Bosch                                            | Kato Haes                                              |
| Abuela Madrigal  | María Cecilia Botero Olga Merediz (zang)                                                          | Ruth Jacott                                                    | Liliane Dorekens                                       |
| Bruno Madrigal   | John Leguizamo                                                                                    | Ewout Eggink                                                   | Jan Schepens                                           |
| Félix Madrigal   | Mauro Castillo                                                                                    | Franky Rampen                                                  | Dimitri Verhoeven                                      |
| Luisa Madrigal   | Jessica Darrow                                                                                    | Jeske van de Staak                                             | Jozefien Grossen                                       |
| Julieta Madrigal | Angie Cepeda                                                                                      | Nurlaila Karim                                                 | An Lauwereins                                          |
| Pepa Madrigal    | Carolina Gaitán                                                                                   | Nandi van Beurden                                              | Deborah De Ridder                                      |
| Isabela Madrigal | Diane Guerrero                                                                                    | Maria Hengst                                                   | Oonagh Jacobs                                          |
| Agustín Madrigal | Wilmer Valderrama                                                                                 | Jelle Amersfoort                                               | Bert Cosemans                                          |
| Camilo Madrigal  | Rhenzy Feliz                                                                                      | Jip Bartels                                                    | Pieter Casteleyn                                       |
| Antonio Madrigal | Ravi-Cabot Conyers                                                                                | Thomas Koekkoek                                                | Remco De Smedt                                         |
| Dolores Madrigal | Adassa                                                                                            | Aïcha Gill                                                     | Charlotte Campion                                      |
| Mariano          | Maluma                                                                                            | Joey Schalker                                                  | Tim Saey                                               |
| Señora Guzmán    | Rose Portillo                                                                                     | Maria Lindes                                                   | Cathy Petit                                            |
| Jonge Mirabel    | Noemi Josefina Flores                                                                             | Lola Amersfoort                                                | Juliette Couvreur                                      |
| Osvaldo          | Juan Castano                                                                                      | Edward Reekers                                                 | Rudi Giron                                             |
| Señora Ozma      | Sarah-Nicole Robles                                                                               | Talita Angwarmasse                                             | Cathy Petit                                            |
| Oude Arturo      | Hector Elias                                                                                      | Juliann Ubbergen                                               | Pieter Klinck                                          |
| Toekan           | Alan Tudyk                                                                                        | Emmanuel Curtil                                                | Emmanuel Curtil                                        |
| Tiple Maestro    | Jorge E. Ruiz Cano                                                                                | Franky Rampen                                                  | Dimitri Verhoeven                                      |
| Dorpskinderen    | Noemi Josefina Flores Alyssa Bella Candian Paisley Herrera Brooklyn Skylar Rodriguez Ezra Rudulph | Kane van Deene Fien van Doesburg Daysha Ligeon Thomas Koekkoek | Eva Mertens Anouk Verhelst Elias Hooge Sophia Couvreur |

## Prijzen en nominaties
| Jaar | Prijs           | Categorie                                    | Genomineerde(n)                                  | Uitslag     |
| ---- | --------------- | -------------------------------------------- | ------------------------------------------------ | ----------- |
| 2021 | Satellite Award | Beste geanimeerde of mixed media film        |                                                  | Gewonnen    |
| 2021 | Satellite Award | Beste filmsong                               | "Colombia, Mi Encanto" - Lin-Manuel Miranda      | Gewonnen    |
| 2022 | Oscars          | Beste animatiefilm                           |                                                  | Gewonnen    |
| 2022 | Oscars          | Beste originele muziek                       | Germaine Franco                                  | Genomineerd |
| 2022 | Oscars          | Beste originele nummer                       | "Dos Oruguitas" - Lin-Manuel Miranda             | Genomineerd |
| 2022 | BAFTA           | Beste animatiefilm                           |                                                  | Gewonnen    |
| 2022 | Golden Globes   | Beste animatiefilm                           |                                                  | Gewonnen    |
| 2022 | Golden Globes   | Beste filmmuziek                             | Germaine Franco                                  | Genomineerd |
| 2022 | Golden Globes   | Beste filmsong                               | "Dos Oruguitas" - Lin-Manuel Miranda             | Genomineerd |
| 2022 | Grammy Awards   | Best Compilation Soundtrack for Visual Media | Diverse artiesten                                | Gewonnen    |
| 2022 | Grammy Awards   | Best Score Soundtrack for Visual Media       | Germaine Franco                                  | Gewonnen    |
| 2022 | Grammy Awards   | Best Song Written for Visual Media           | "We Don't Talk About Bruno" - Lin-Manuel Miranda | Gewonnen    |

## Soundtrack

### Singles
| Single met eventuele hitnotering(en) in de Nederlandse Top 40 | Datum van verschijnen | Datum van binnenkomst | Hoogste positie | Aantal weken | Opmerkingen |
| ------------------------------------------------------------- | --------------------- | --------------------- | --------------- | ------------ | ----------- |
| We don't talk about Bruno'                                    | 2022                  | 08-01-2021            | tip3            | 11           |             |